# Dasyvalgus taiwanus
Dasyvalgus taiwanus är en skalbaggsart som beskrevs av Miyake 1991. Dasyvalgus taiwanus ingår i släktet Dasyvalgus och familjen Cetoniidae. Inga underarter finns listade i Catalogue of Life.